# Монастырь Святого Геворга (Чанакдюзю)
Монастырь Святого Геворга  (арм. Գոմքի Սուրբ Գևորգ վանք; известный также как англ. Goms Monastery) — армянский монастырь, основанный в X веке, располагающийся на берегу озера Ван, в 1,4 км северо-западнее села Гомс (современный Чанакдюзю) провинции Битлис Турции. В настоящее время находится в руинах.   

## История
В исторической литературе монастырь Святого Геворга не упоминается. Однако французский историк Жан-Мишель Тьерри полагает, что его архитектурный стиль и исторические события указывают на то, что монастырь скорее всего был построен сразу после завоевания этого района царём Васпуракана Гагиком I Арцруни в 905 году н.э.   
Монастырь расположен на берегу озера Ван, внутри компактной, имеющей почти квадратную форму, укрепленной ограды.   
Когда-то монастырь был самым важным в округе и являлся центром паломничества по имеющимся в нём реликвиям.    
«Гомс» на армянском языке означает «коровник» — это название ближайшей к монастырю деревни. Местные курды теперь называют эту деревню Кюмюс, а её официальное название — Чанакдюзю.   
По причине роста курдского насилия, монахам пришлось покинуть монастырь в 1830 году и поселиться в более безопасное место, в деревню Гомс (Чанакдюзю).   
Кроме руин главной церкви и ограды другие строения монастыря в настоящее время не сохранились.   

## Устройство монастыря
Монастырь состоит из главной церкви, вокруг которой располагается оградительная стена. Она не вписана в конструкцию церкви, что означает, что это более поздняя постройка и изначально церковь стояла отдельно. В северо-восточном и юго-восточном углах стены располагаются оборонительные башни имеющие овальную форму. В каменной кладке стены видны два отдельных слоя: нижние 3/4 были построены из каменных блоков грубой формы, верхняя 1/4 уложена из более крупных камней, но менее правильной формы. Ж.М. Тьерри заметил надпись с датой 1760 года, которая располагается высоко в южной стене. Она содержит слова: «Помните нас во Христе, грешников Тер Базиля и монаха Лазара, которые (пере)строили эту стену». В стене имеются и другие камни с надписями. Одни из них всё ещё стоят на месте, иные упали и лежат на земле.
К югу от монастырской стены располагается кладбище, а к западу — следы выровненной и ранее возделываемой земли. На восточной стороне ограждения имелся вход, который в настоящее время разрушен.  Ж.М. Тьерри увидел его, когда он ещё был цел, и заметил небольшое окошко над входом. Это свидетельствует о том, что дверной проем вёл прямо в комнату, а не в открытый двор. Монастырские постройки, похоже, занимали большую часть пространства внутри стен, но в настоящее время от них остались лишь фундаменты.
Церковь монастыря построена в основном из сланцевых каменных блоков грубой формы. Однако важные визуальные части были сделаны более тщательно с использованием блоков из чёрного туфа. Внутреннее пространство выше уровня карниза — своды, арки, барабан, купол были облицованы тщательно ограненным туфовым камнем. Единственный вход в церковь расположен со стороны западного фасада.
Церковь имеет архитектурный стиль плана «купольный зал». Пролет под куполом представляет собой прямоугольник, а барабан купола имеет овальную форму. Алтарная апсида, классически для армянских церквей, возвышалась над уровнем пола нефа.